# Ural-4320
Le Ural-4320 est un camion militaire tout-terrain produit par l'Ural Automotive Plant depuis 1976. Ce véhicule a été conçu pour répondre aux besoins de l'armée soviétique en matière de transport de troupes et de matériel dans des conditions difficiles, telles que des terrains accidentés ou des environnements extrêmes. Il est le successeur du Ural-375 et a été remplacé par le Ural-5323.

## Caractéristiques techniques
L'Ural-4320 est équipé d'un moteur diesel V8 KAMAZ 7403 de 14,86 litres, délivrant une puissance de 210 chevaux (154 kW) et un couple de 637 Nm. Ce moteur lui permet d'atteindre une vitesse maximale de 80 km/h et d'effectuer des trajets en tout-terrain grâce à son système de transmission à 6 vitesses manuelles et sa traction intégrale. Le camion pèse 8 700 kg à vide, ce qui lui permet de transporter une charge utile importante. Sa suspension est composée d'une configuration indépendante à l'avant et de ressorts à l'arrière, offrant ainsi une stabilité et une robustesse accrues sur les terrains les plus difficiles.
Les dimensions du véhicule sont les suivantes :
- Longueur : 7 220 mm
- Largeur : 2 550 mm
- Hauteur : 2 500 mm
- Empattement : 3 400 mm
- Voie avant : 2 050 mm
- Voie arrière : 1 800 mm

## Capacité de transport
L'Ural-4320 est conçu pour transporter entre 30 et 40 soldats, en fonction de la configuration de la cabine et des équipements embarqués. Il peut également transporter du matériel militaire, des pièces de rechange, des munitions ou d'autres charges nécessaires aux missions.

## Opérateurs
Le Ural-4320 est utilisé par plusieurs forces armées dans le monde entier. Parmi les pays utilisateurs figurent :
- Russie - Russie
- Angola - Angola
- Colombie - Colombie
  - 800 véhicules
- Cuba - Cuba
- Grèce - Grèce
- Guatemala - Guatemala
- Mexique - Mexique
  - 73 véhicules acquis en 2008
- Philippines - Philippines
  - 20 véhicules donnés en 2017
- Uruguay - Uruguay
  - 36 véhicules
- Venezuela - Venezuela
  - 320 véhicules répartis entre l'armée de terre et la marine

## Historique et utilisation
L'Ural-4320 a été largement utilisé dans les années 1980 et 1990 par l'armée soviétique et, après la dissolution de l'URSS, par les forces armées russes. Sa capacité à fonctionner dans des conditions climatiques extrêmes, allant de températures glaciales à des environnements désertiques, a fait de lui un élément clé des opérations militaires russes.
Il continue d'être utilisé dans de nombreux pays où il a été exporté, et plusieurs versions améliorées ont été développées pour répondre aux besoins spécifiques des utilisateurs. Ce véhicule est particulièrement apprécié pour sa durabilité, sa simplicité mécanique et sa capacité à transporter des charges lourdes sur des terrains difficiles.

## Effectifs
Le nombre de soldats transportés par l'Ural-4320 varie généralement entre 30 et 40 personnes, en fonction de la configuration spécifique de la cabine et de l'équipement transporté à bord.

## Galerie d'images

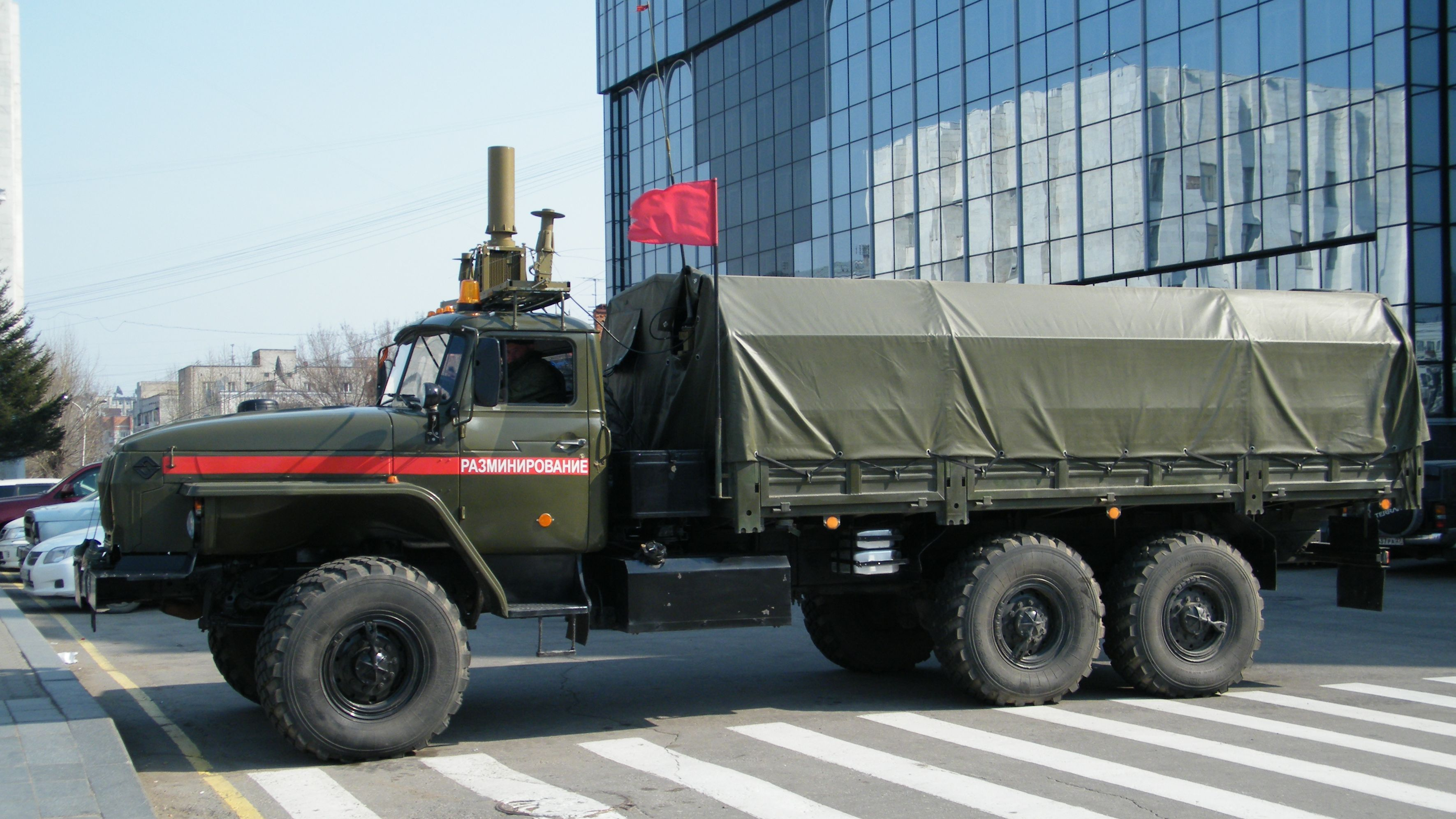
Ural-4320-19
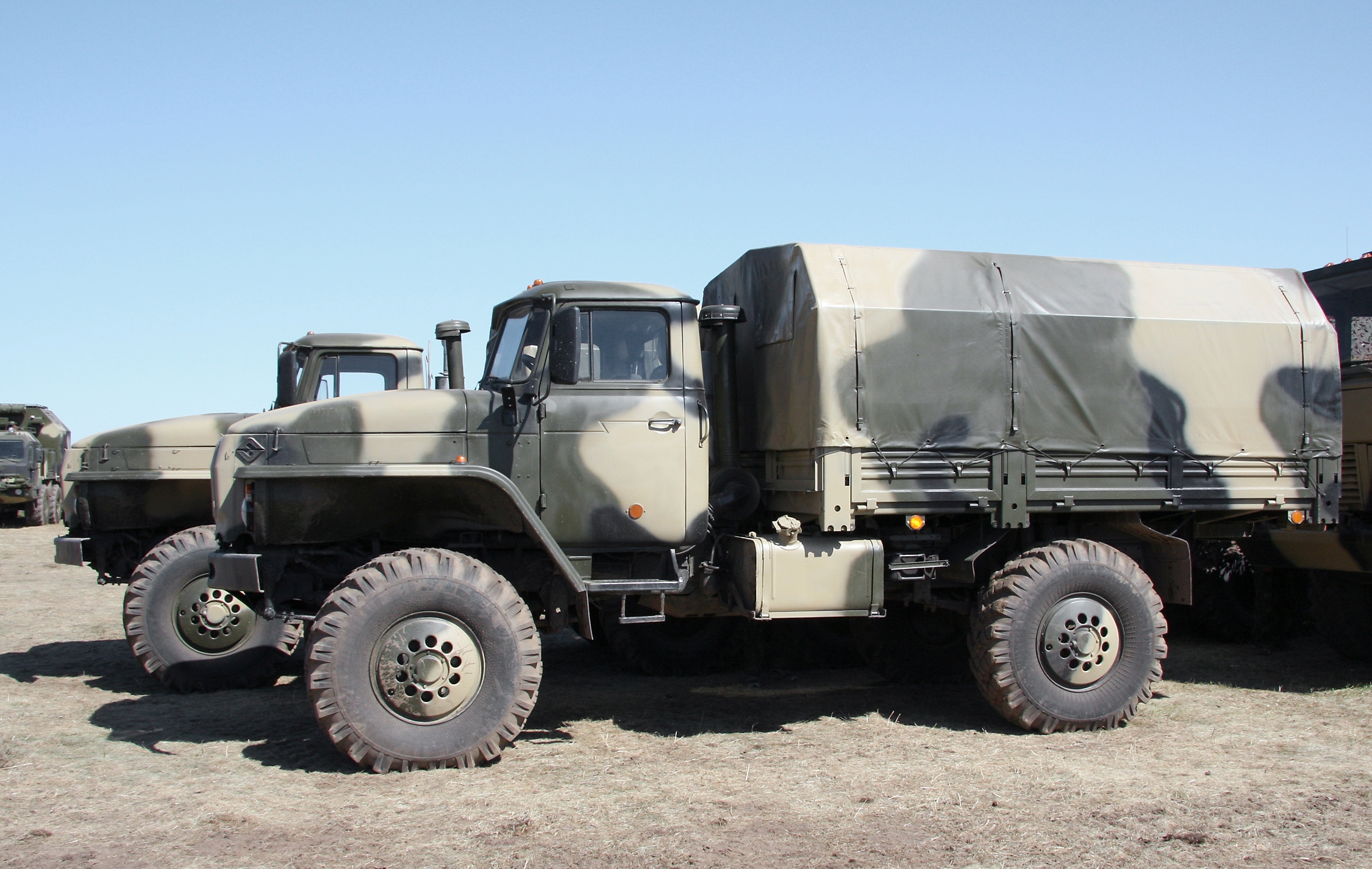
Ural-43206 4x4
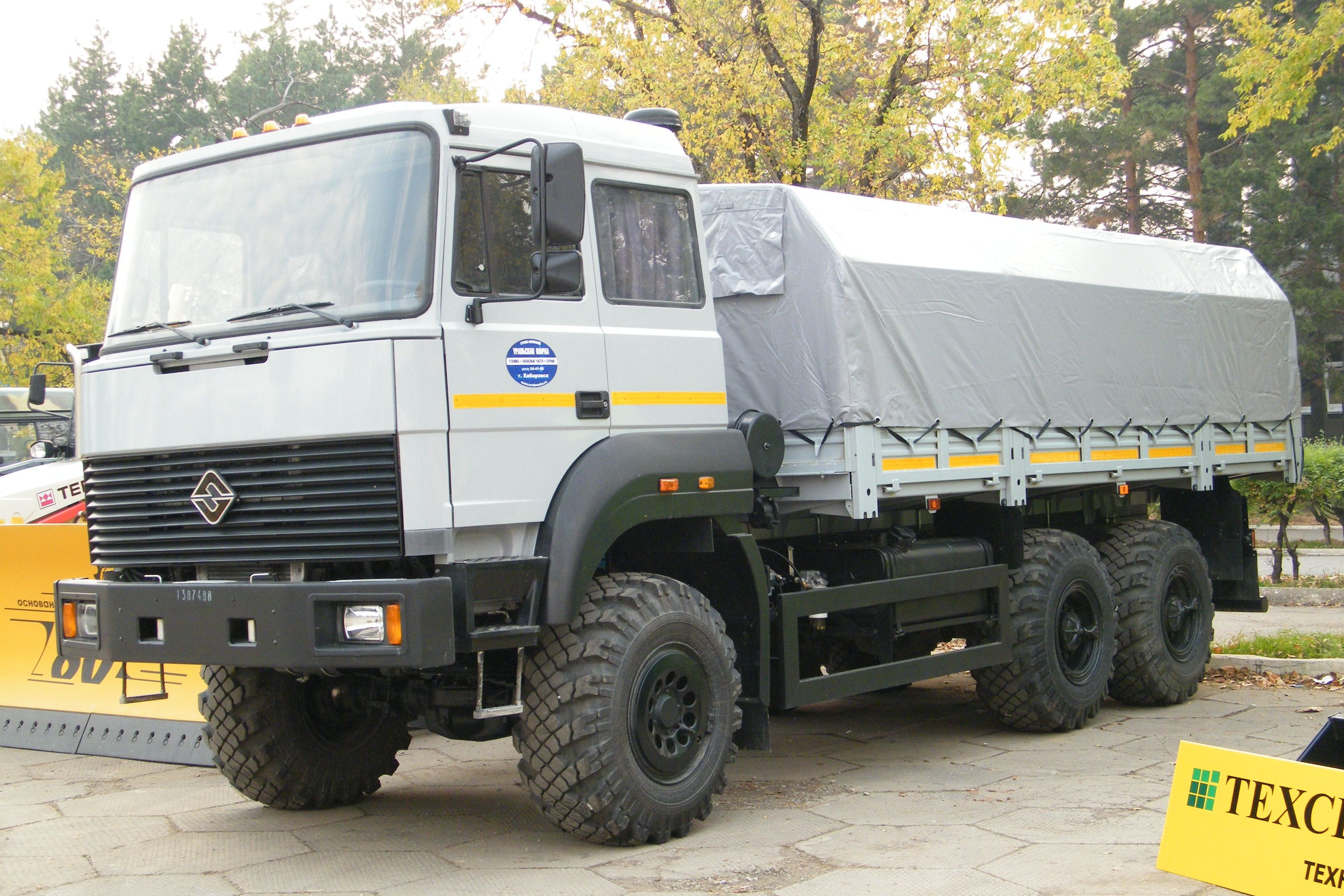
Ural-4320-5557
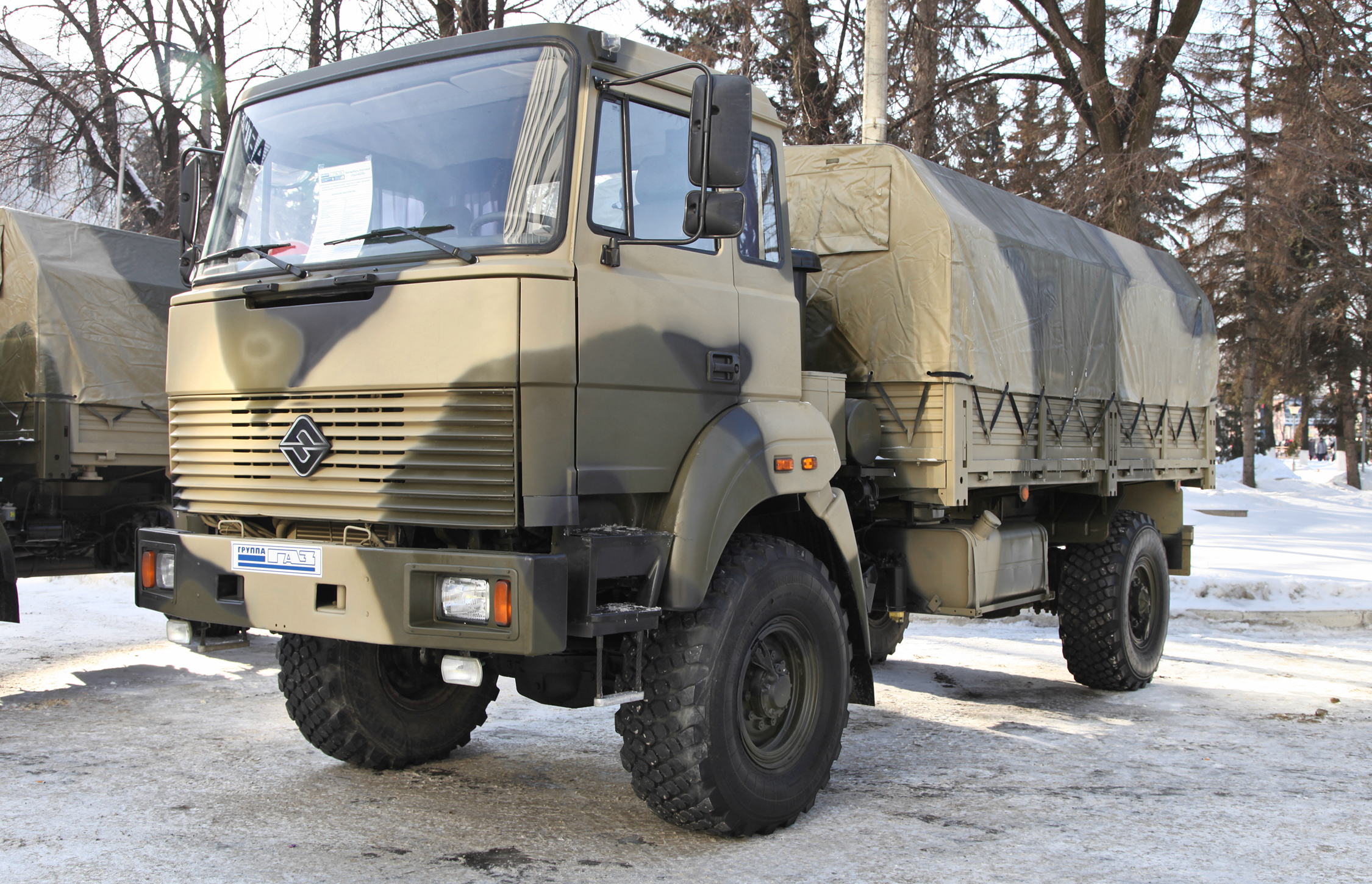
Ural-43206 avec cabine IVECO
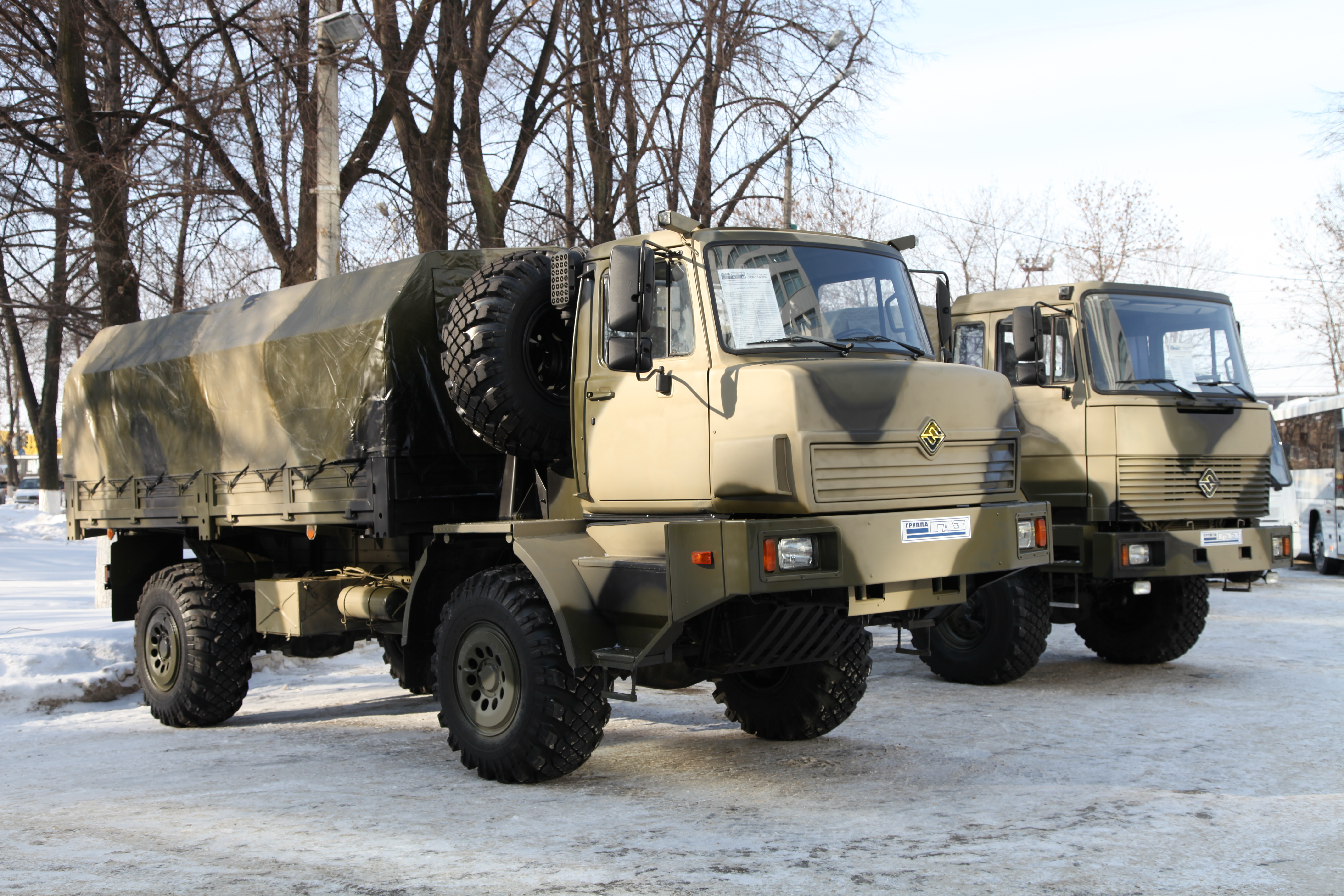
Ural-432065 et Ural-43206
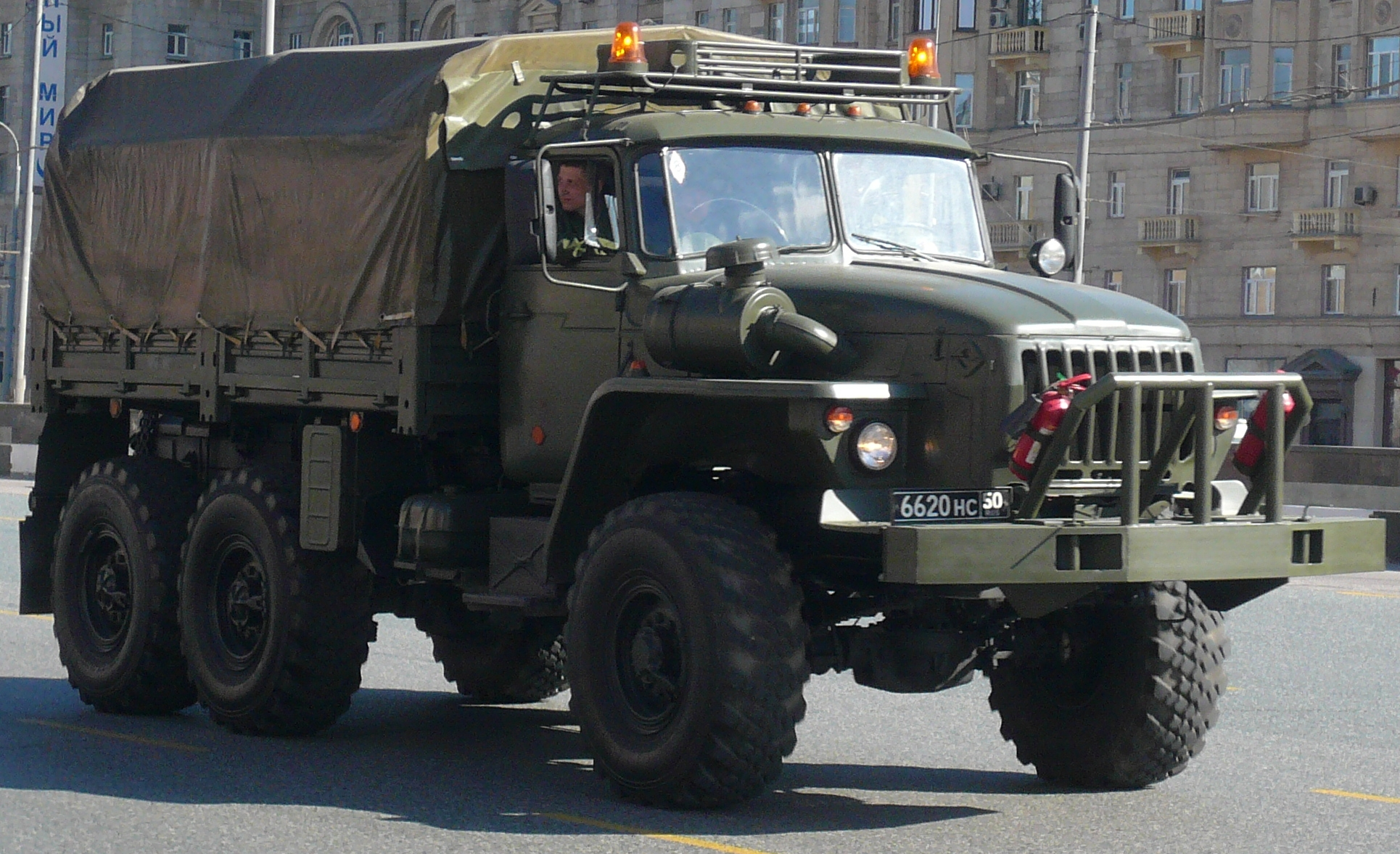
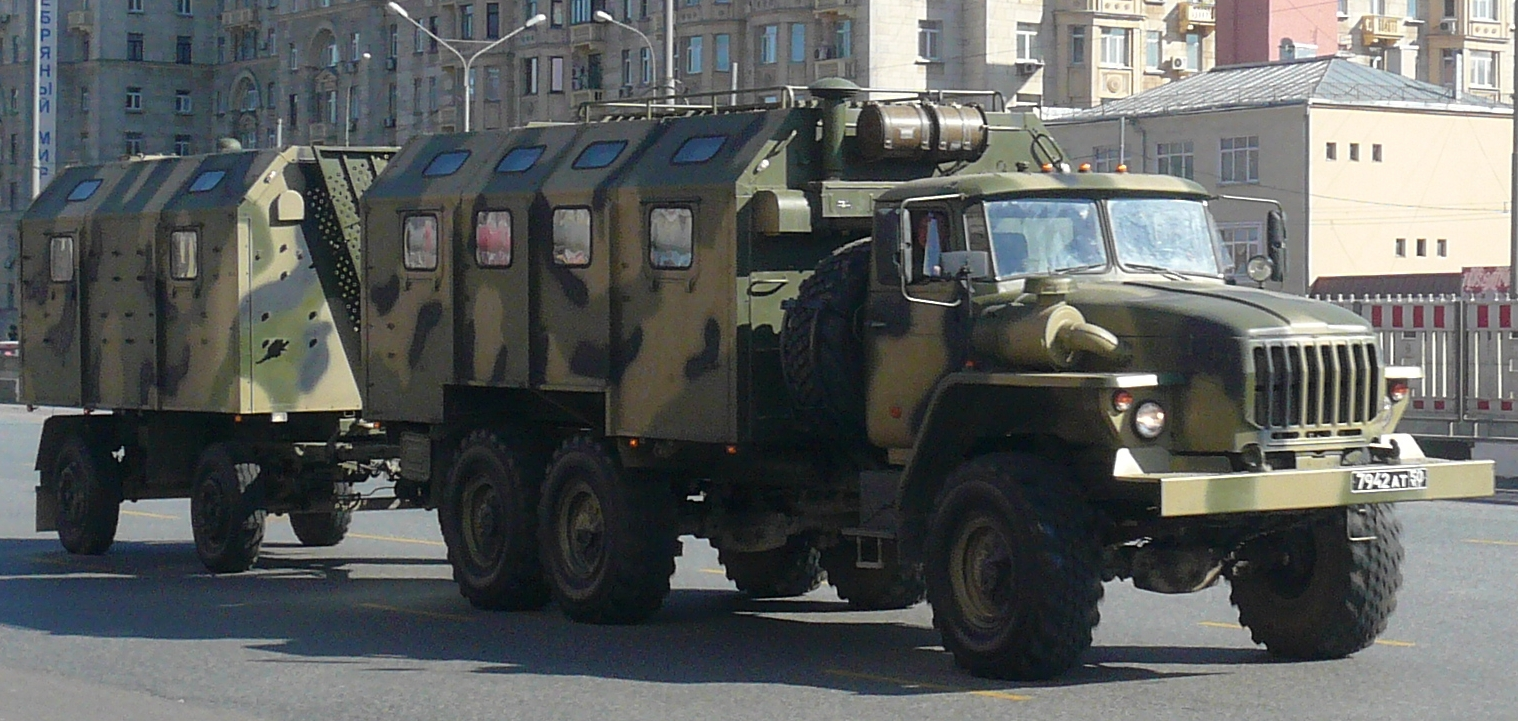
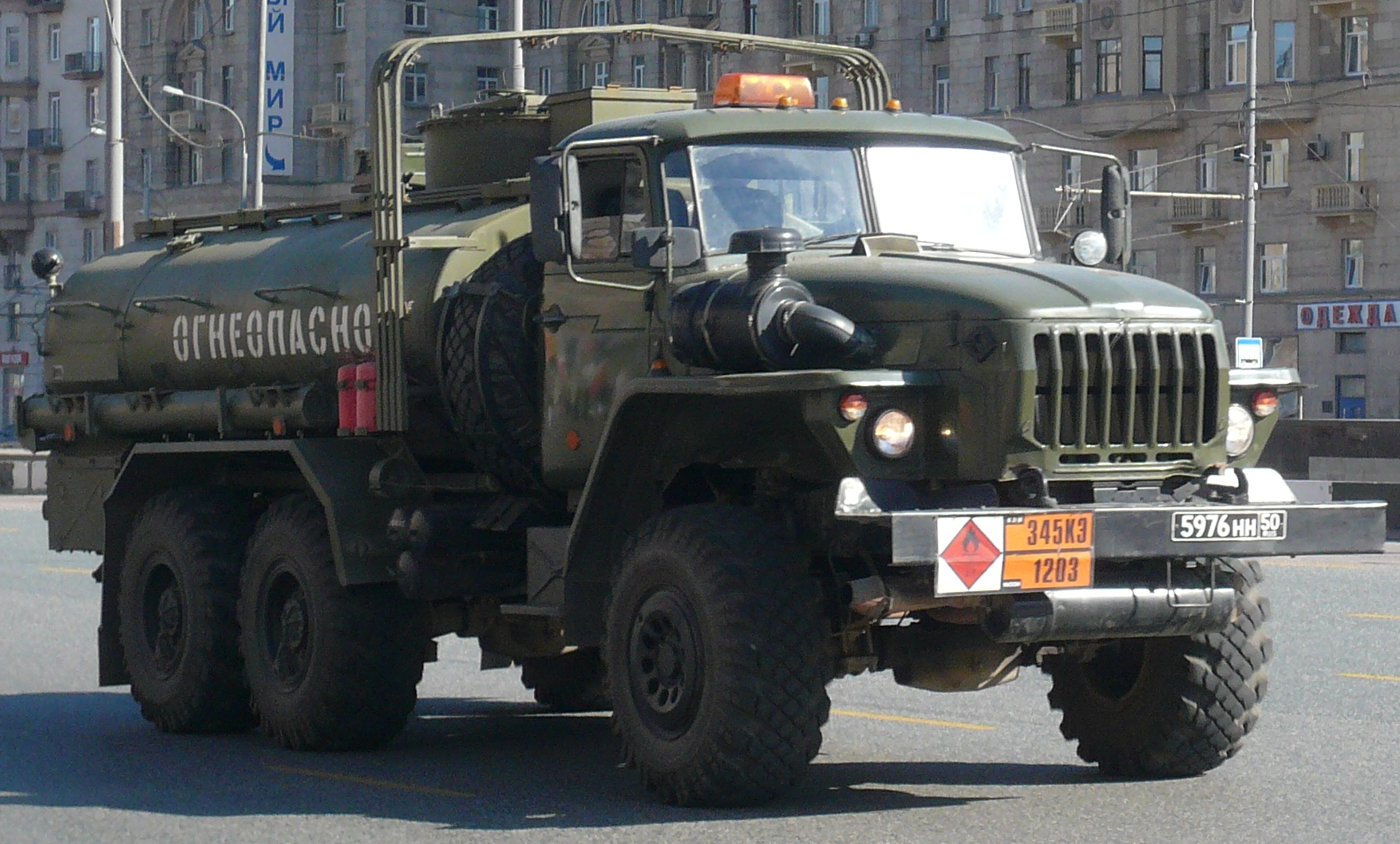
camion citerne
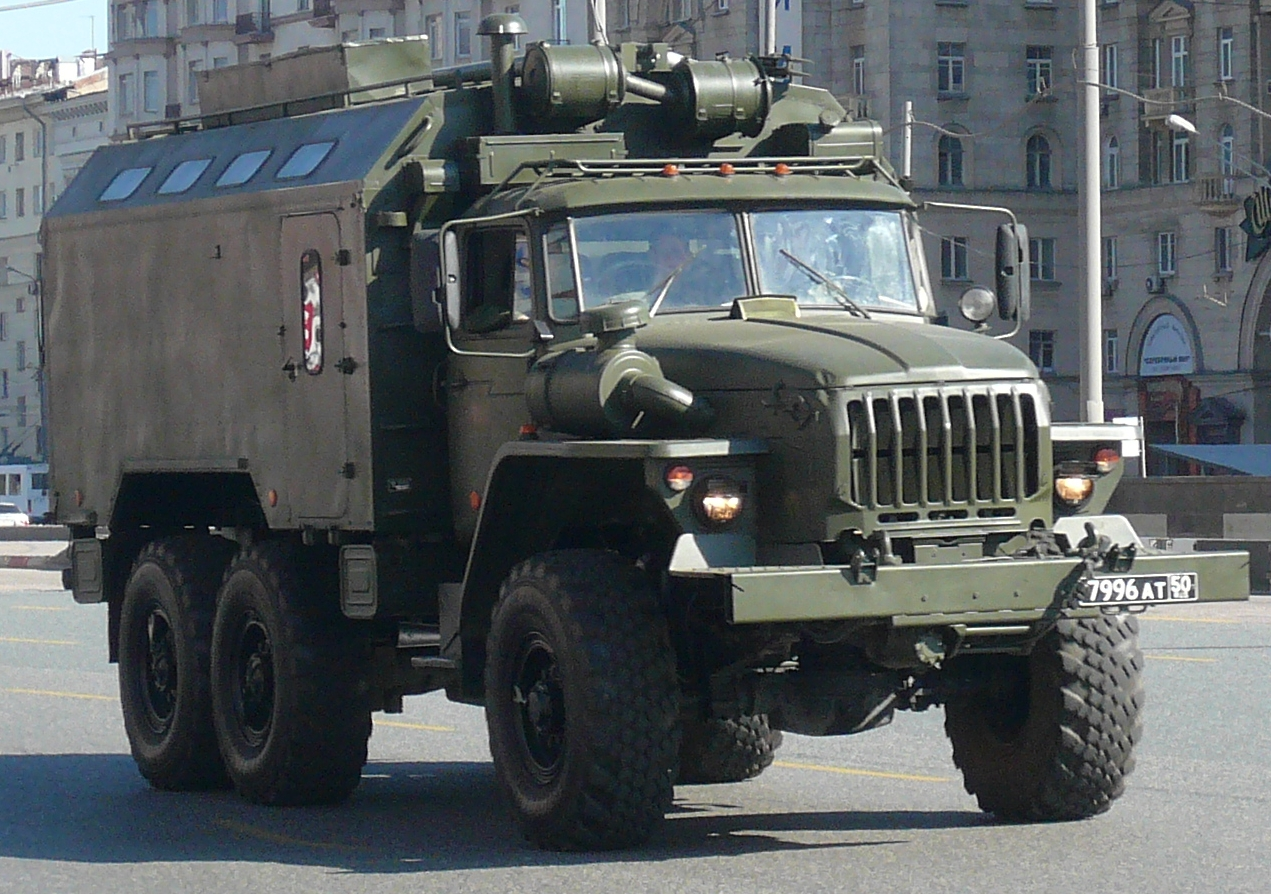
blindé avec le kit KUNG
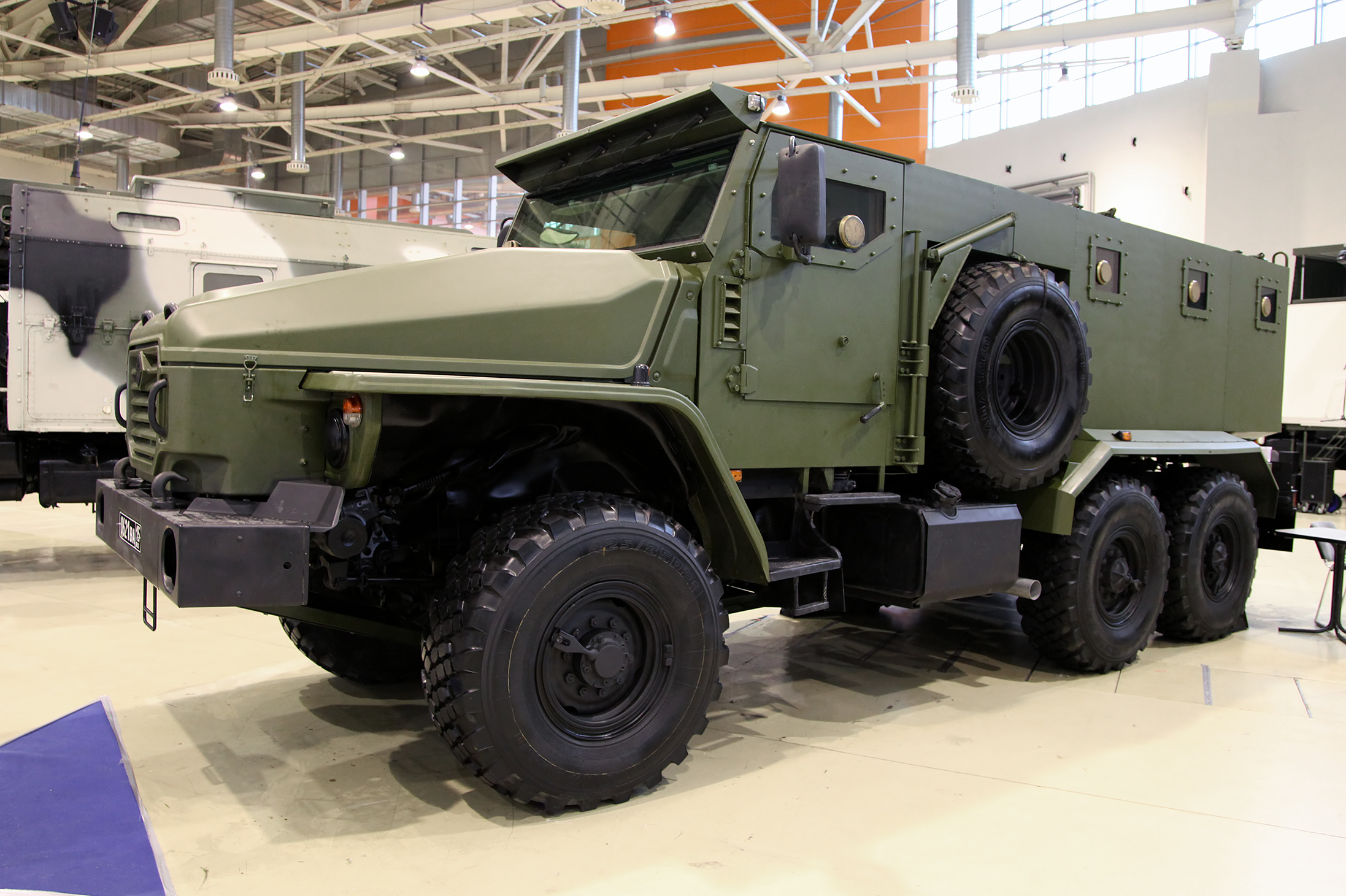
Ural-4320VV à Interpolitex 2013, véhicule blindé basé sur le Ural-4320 6 × 6 chassis.
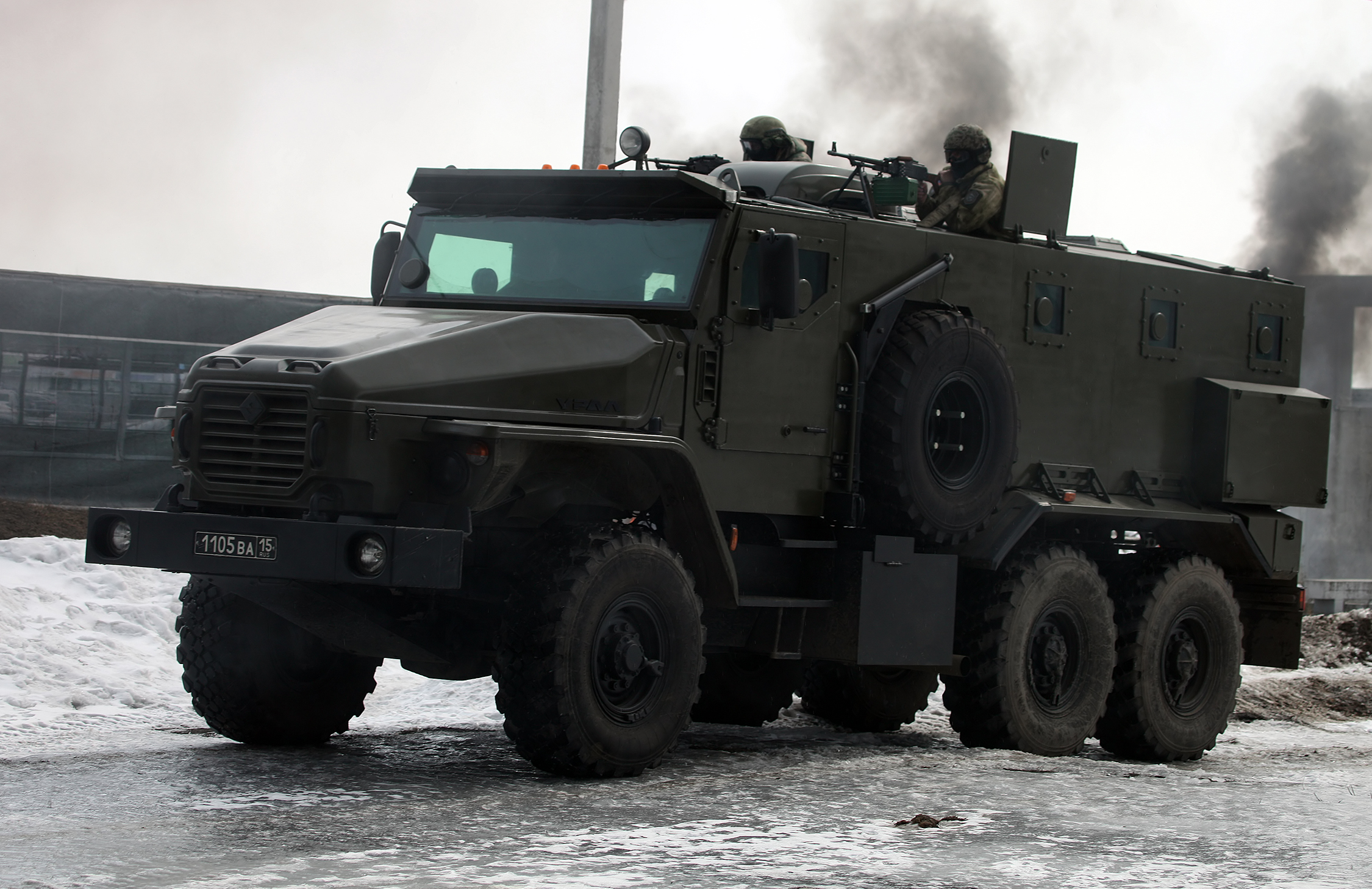
Ural-2320 devant des troupes du ministère de l'intérieur, 2016
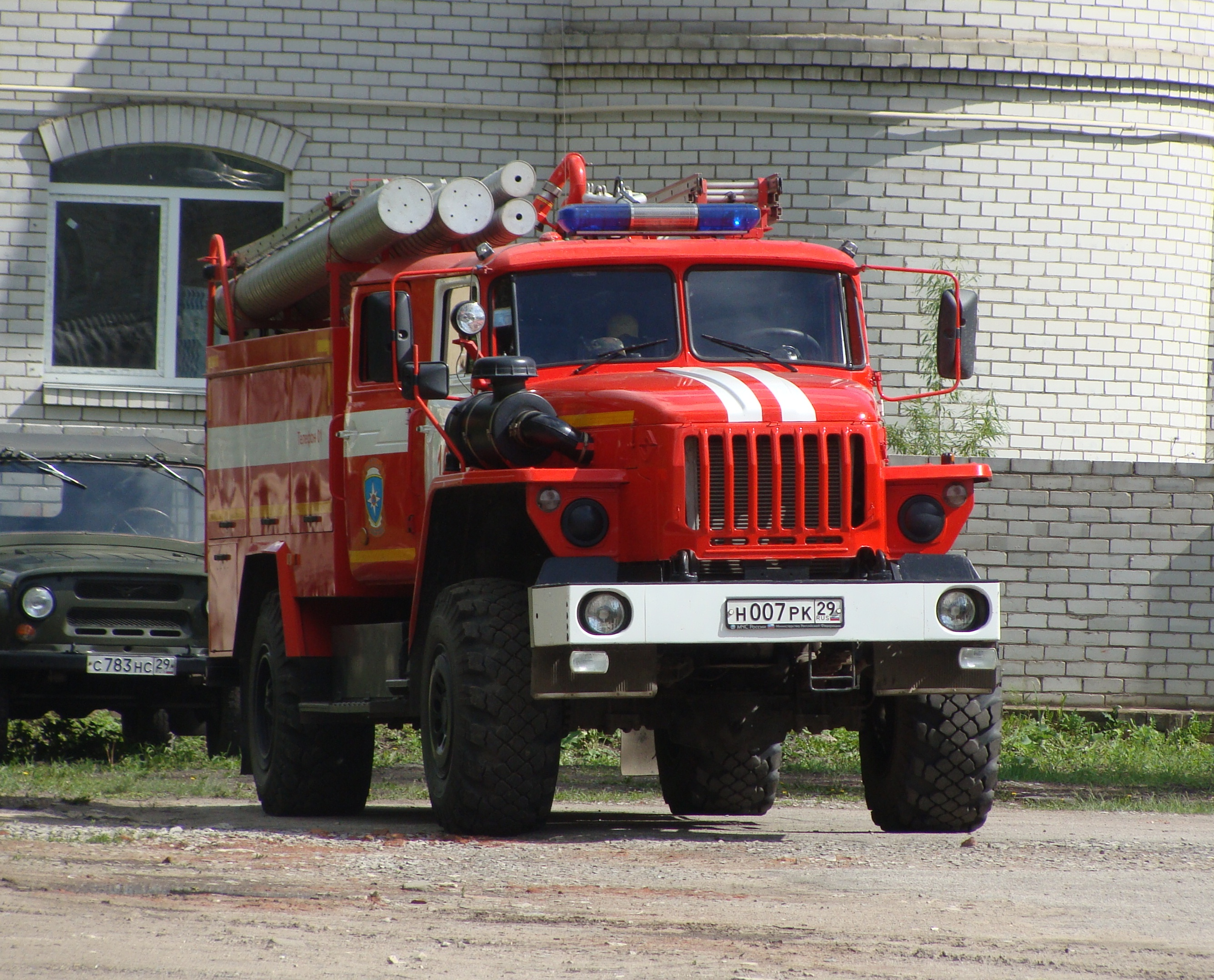
service du feu basés sur le Ural-43206 4x4 chassis
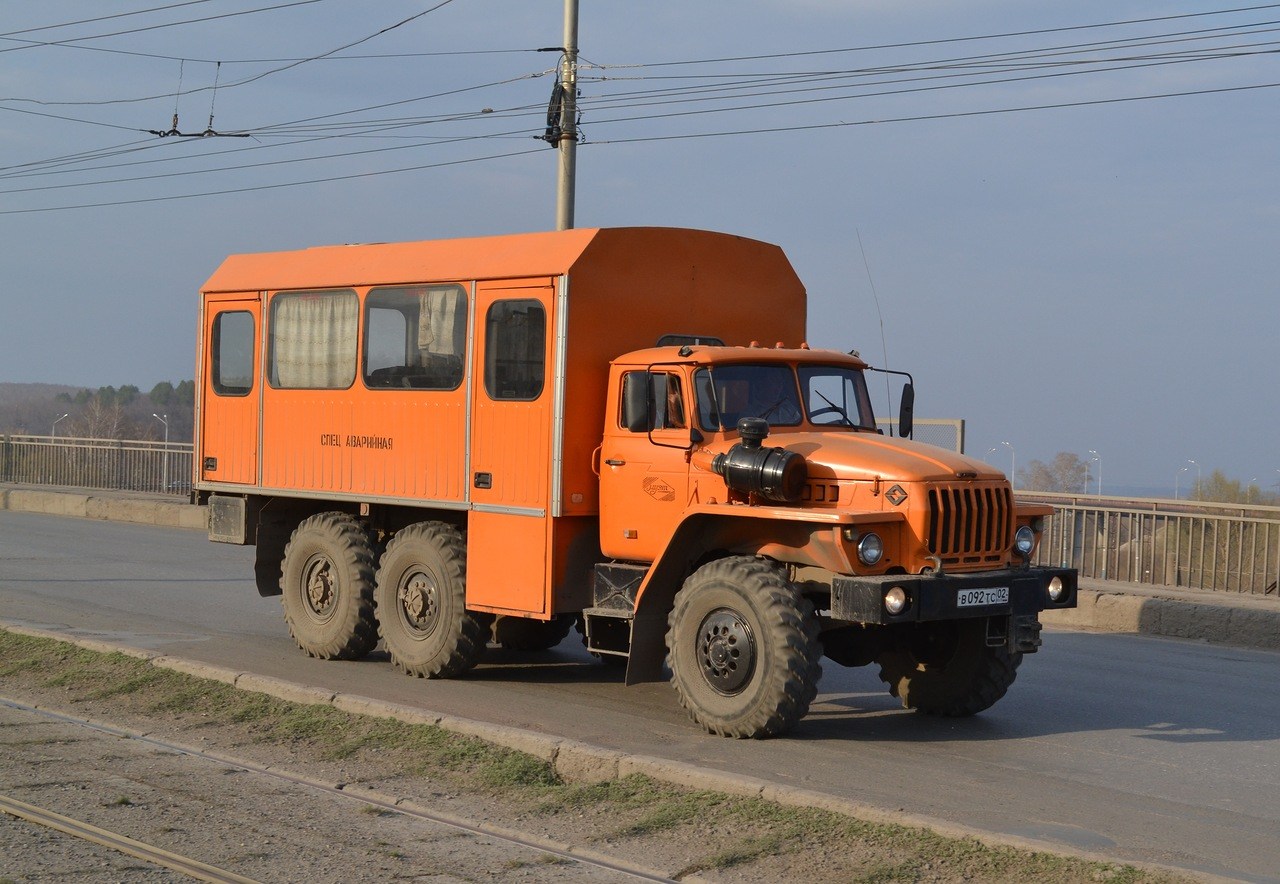
Ural-3255 basés sur le Ural-4320
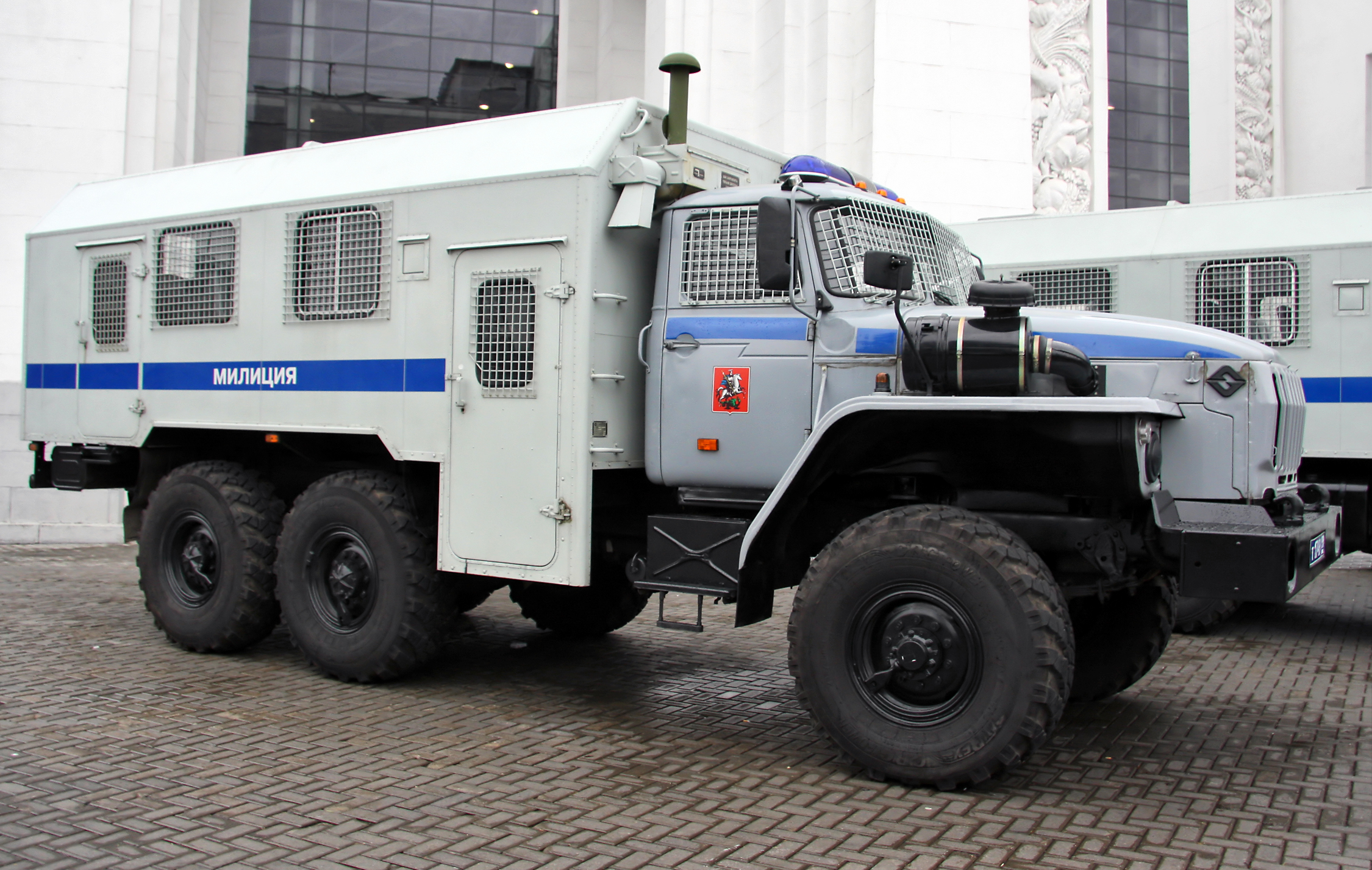
Police de Moscou: Ural 572060 aussi connu par le sigle VM-4320
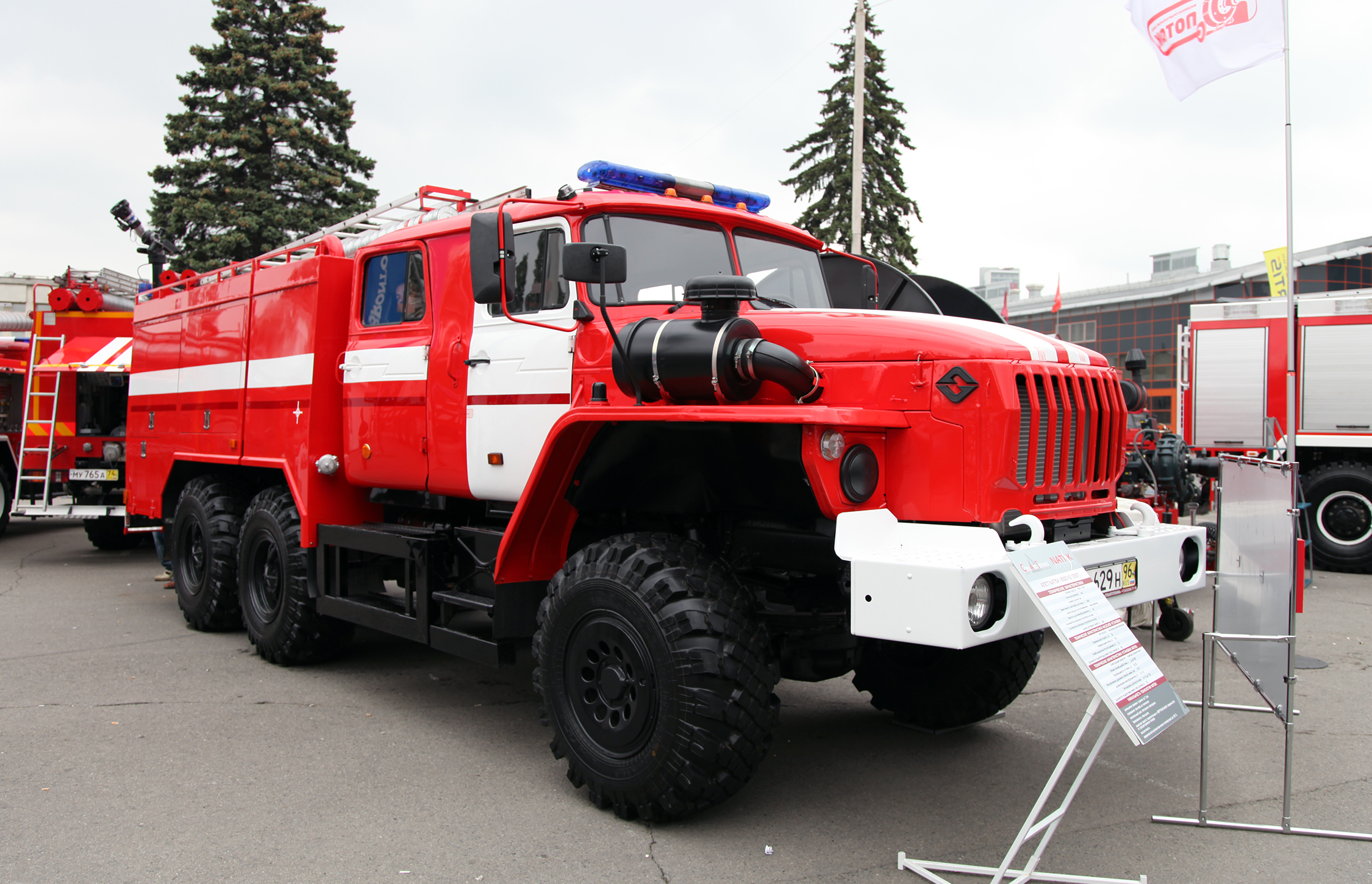
Service du feu NATISK-3000 KS sur chassis Ural-5557
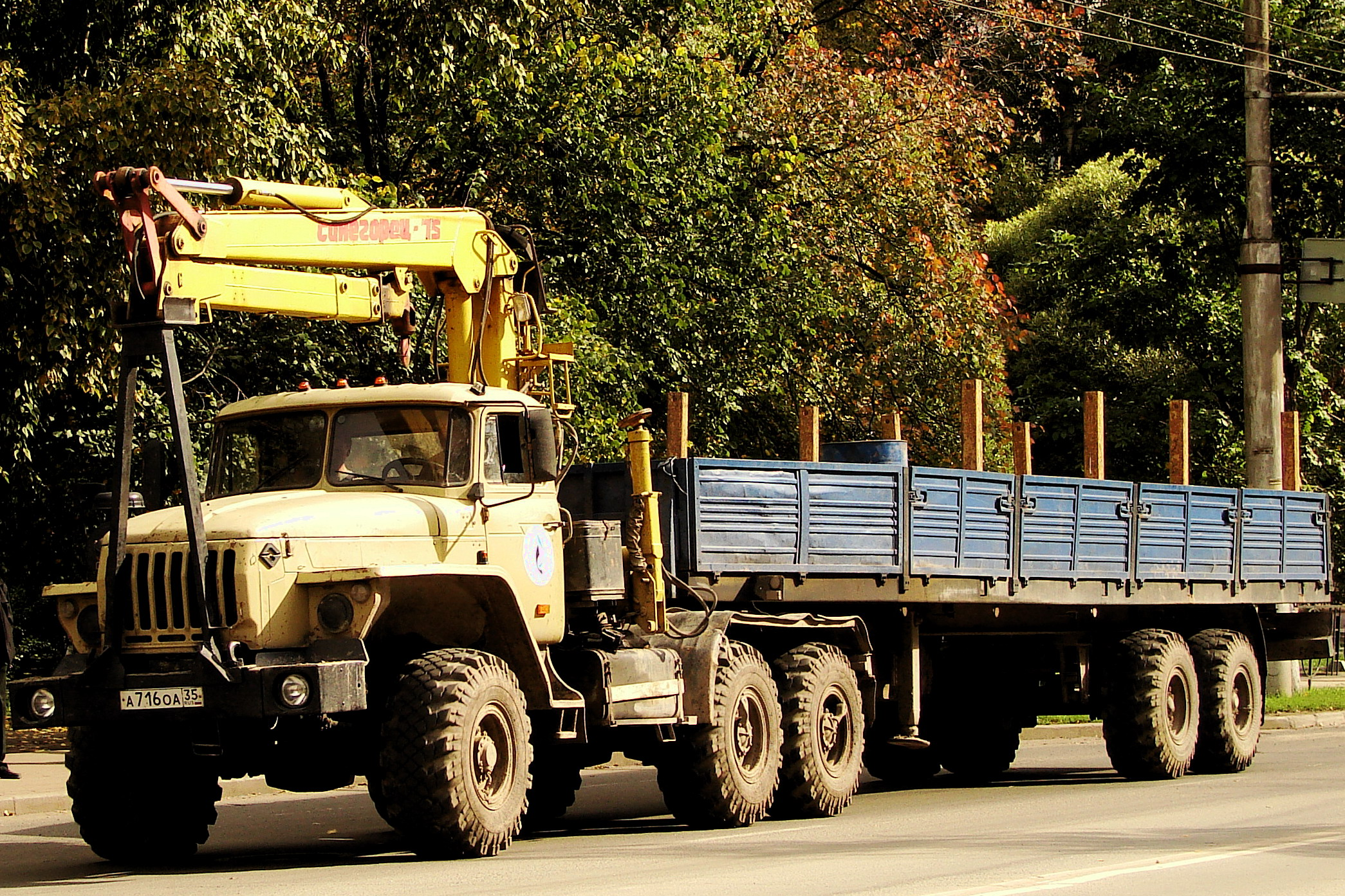
Ural-4420
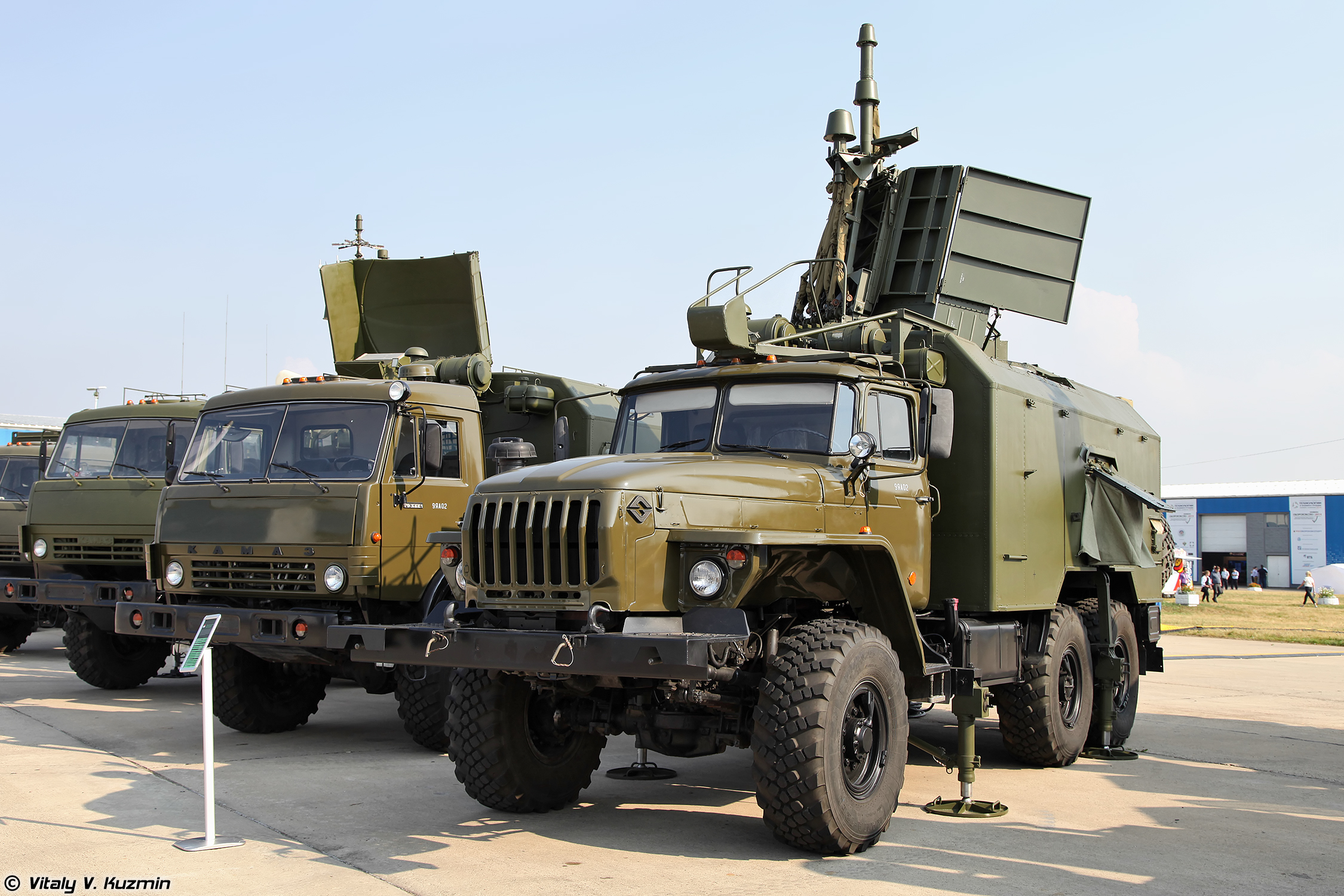
De guerre électronique avec le système Avtobaza
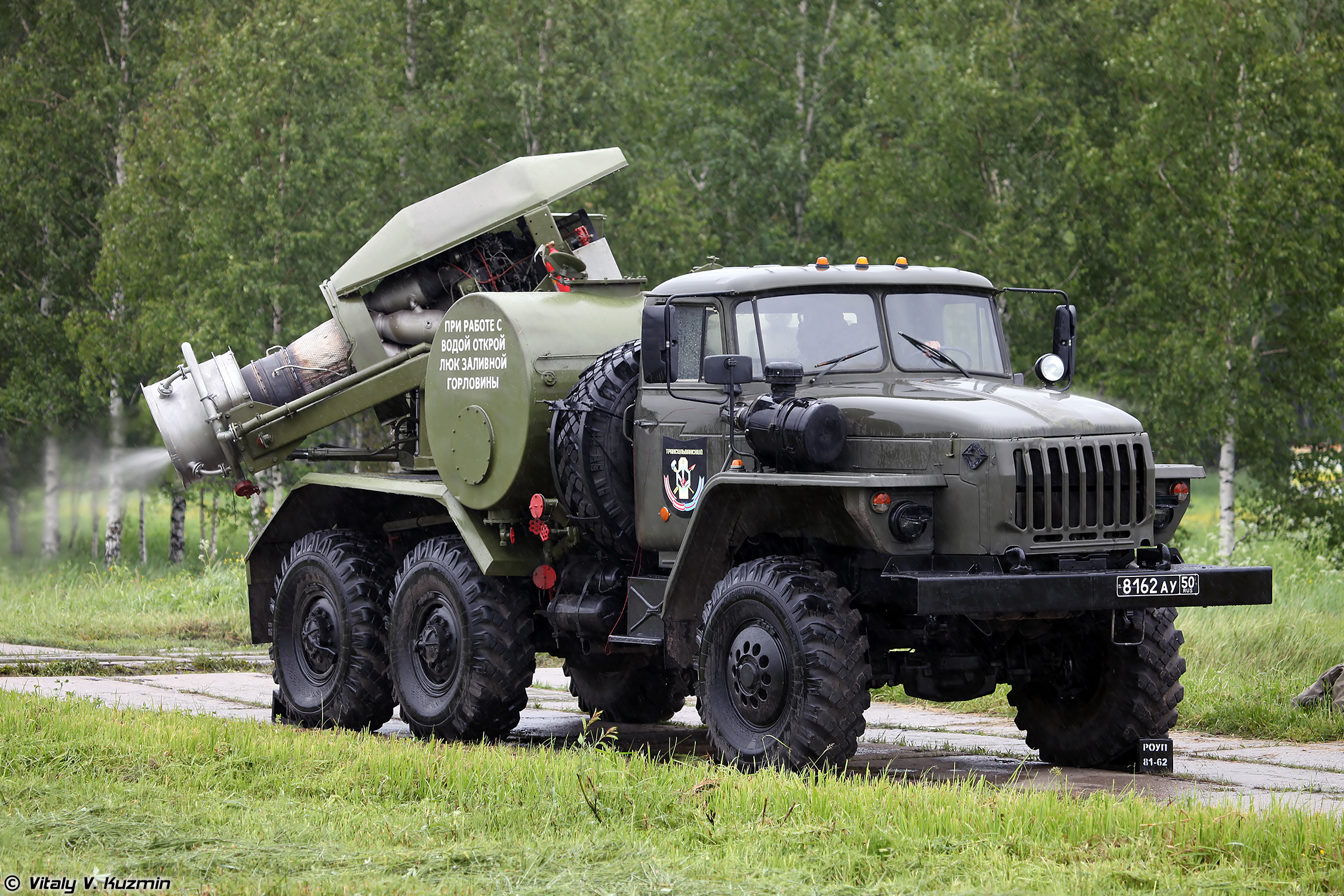
Véhicule de décontamination TMS-65U
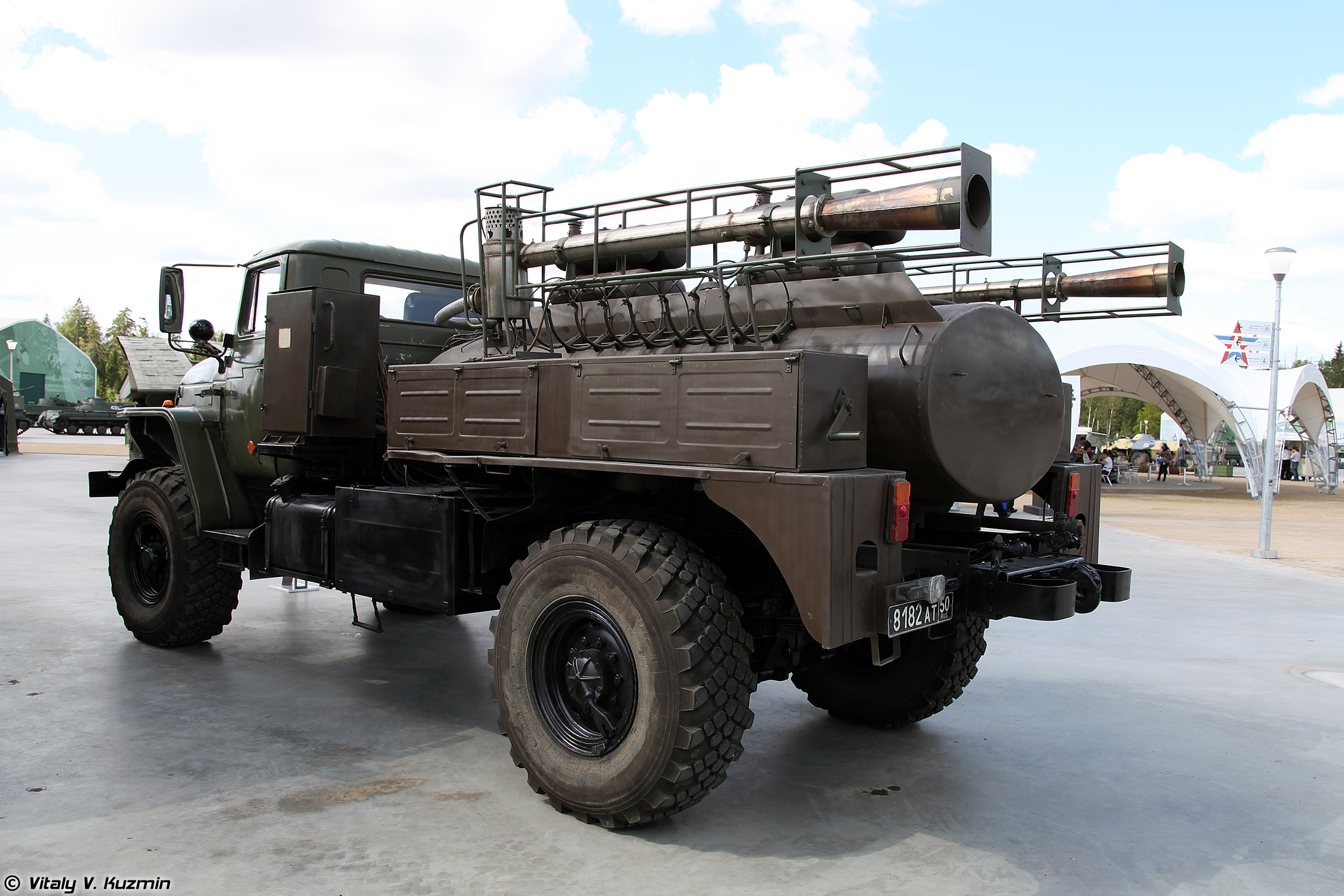
Véhicule de dégazage russe ARS-14U sur chassis Ural-4320
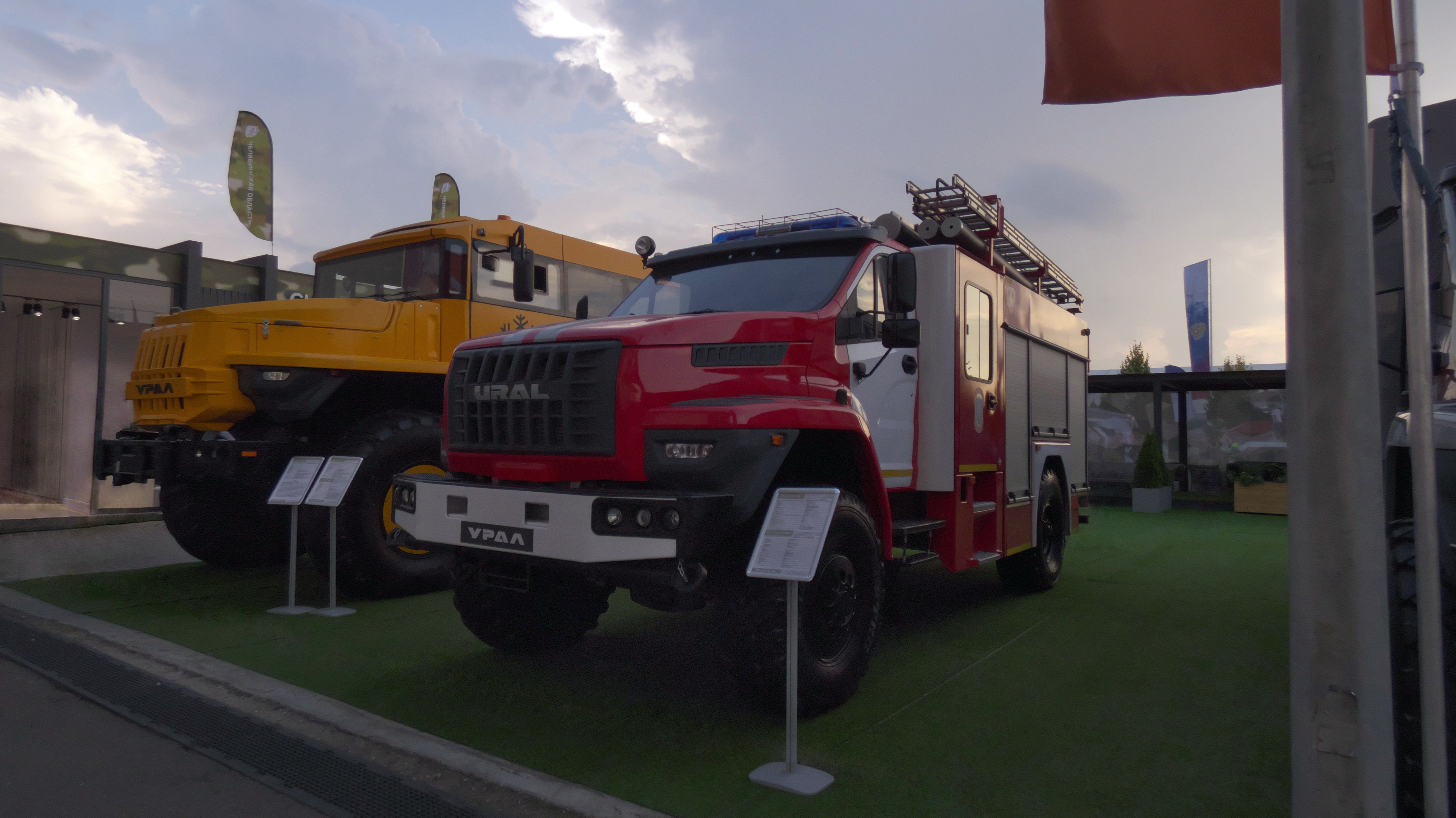
Camion-citerne.